# Massariothea paspali
Massariothea paspali är en svampart som först beskrevs av Ellis & Everh., och fick sitt nu gällande namn av B. Sutton 1978. Massariothea paspali ingår i släktet Massariothea, divisionen sporsäcksvampar och riket svampar.   Inga underarter finns listade i Catalogue of Life.